# Расим, Ахмет
Ахмет Расим (тур. Ahmet Rasim; 1864, Стамбул, — 21 июля 1932, там же) — турецкий писатель, переводчик, историк, критик и журналист. А также либеральный политик.
Рос в бедности у разведённого отца, работавшего на почте. После короткого периода работы на почте, следующие сорок лет своей жизни посвятил журналистской деятельности, писал в крупные стамбульские газеты. Литературную деятельность начал переводами с французского языка, является автором повестей, романов, рассказов, в которых обнаружил знание быта и нравов разных слоев общества. В 1927 году был избран в Великое национальное собрание Турции (1927—1932). Ярый противник западного влияния в публицистике.
Он умер в 1932 году.

## Работы
- «Сын солдата» (1894)
- «Банщик Ульфет» (1899)
- «Письма из города» (1890)
- «Мои ночи» (1894)
- «Османская история» (4 тт., 1910—11)
- «История и писатель» (1913)
- «Два воспоминания» (1916)
- «От абсолютизма до народовластия» (1923)